# Корё-сарам
Корё-сара́м (кор. 고려인?, 高麗人? корё-ин, кор. 고려사람?, 高麗사람? корё-сарам) — самоназвание большей части этнических  корейцев на постсоветском пространстве.
Слово Корё относится к названию Корейского государства с 918 по 1392 года н. э., а слово сарам означает «человек», «народ». Корё-сарам — потомки корейцев, исконно проживавших или переселившихся в 1860-х годах на российский Дальний Восток.
Корейские переселенцы говорили в основном на северо-восточном (хамгёнском) диалекте, который немного отличается от литературного корейского языка. На основе хамгёнского диалекта образовался собственный диалект советских корейцев. В дальнейшем, в результате ликвидации корейских национально-культурных учреждений и аккультурации в Узбекистане и Казахстане, большинство корё-сарам стали русскоязычными.
В СССР советские корейцы занимали первое место по количеству героев социалистического труда на 1000 человек (человек, удостоившихся звания «Герой социалистического труда СССР») — этого звания были удостоены 206 корё-сарам.
Среди известных корё-сарам можно выделить певца Виктора Цоя, поэта Юлия Кима, писателя Анатолия Кима, предпринимателя Бориса Кима, гимнастку Нелли Ким, певицу Аниту Цой, боксёра Костю Цзю, учёного Зиновия Пака.

## История корё-сарам

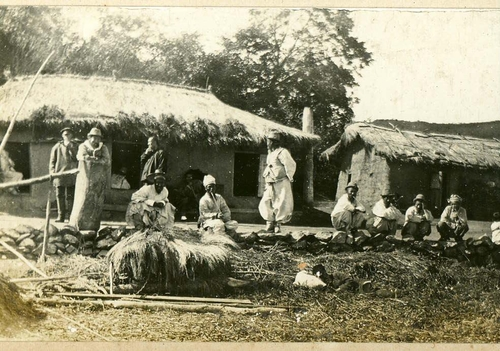
Поселение корё-сарам в Приморье (1904 г.)

Территориальная экспансия Российской империи привела к тому, что в 1860 году империя Цин уступила Российской империи Приморье. B 1861 году появилась российско-корейская граница. Она сразу же получила важное стратегическое значение, так как стык границ России и Кореи изолировал Цинский Китай от доступа к акватории Японского моря. Первая 761 корейская семья численностью 5 310 человек перешла реку Туманган с целью занять свободные земли в этом углу маньчжурского Китая, однако в одночасье оказались в России по условиям Пекинского договора. Миграция корейцев в Россию продолжалась до начала 1930-х годов. Её не остановила даже революция. Стимулом к миграции корейцев в Россию служила нехватка земли в Корее, благосклонное отношение российских чиновников, а также оккупация Кореи Японией в 1905 году.
К 1917 году в Российской империи проживало около 100 тысяч корейцев, причём в Приморском крае они составляли почти треть всего населения (в Посьетском районе — до 90 %). Корейцы компактно проживали на территории современного Приморского края задолго до появления первых русских колонистов, однако большинство корейцев переселялись в Приморский край во второй половине XIX века.
Многие корейцы участвовали в Гражданской войне, когда из них сформировались красные партизанские отряды. В марте 1921 года был создан Корейский революционный военный совет, который возглавил Нестор Каландаришвили. Каландаришвили, однако, не стал тогда командовать всеми корейскими партизанами. В марте 1921 года в Дальневосточной военной республике съезд партизан избрал Корейский военный совет. Подчиненный Корейскому военному совету Объединенный сахалинский партизанский отряд во главе с Ильёй Харитоновичем Паком отказался подчиниться Корейскому революционному военному совету. Народно-революционная армия пыталась разоружить партизан, и в результате Амурского инцидента погибло от 118 до 400 партизан (многие утонули в Зее).
В ноябре 1921 года Коминтерн создал комиссию по расследованию Амурского инцидента. По итогам расследования, задержанные корейцы были помилованы.

### Депортация
Корейцы первыми в СССР подверглись сталинской депортации по национальному признаку. В 1937 году на основании постановления Совнаркома СССР 172 тысячи корейцев депортировали в Казахскую ССР и Узбекскую ССР под предлогом «пресечения проникновения японского шпионажа в Дальневосточный край». Депортация происходила грузовыми поездами, 11 тысяч человек умерли в пути.
До депортации 1937 года в Приморье было 2 национальных корейских района и 77 национальных корейских сельсоветов, около 400 корейских школ, корейский педагогический техникум, корейский пединститут во Владивостоке, корейский театр, издавалось 6 журналов и 7 газет на корейском языке.
1 апреля 1993 года постановлением Верховного Совета Российской Федерации были признаны незаконными акты, принятые начиная с 1937 года в отношении советских корейцев, и, по сути, корейцы были реабилитированы как жертвы политических репрессий.
По данным переписи 1959 года, в Узбекистане проживало 44,1 % всех советских корейцев, в Казахстане — 23,6 %. По состоянию на 2013 год, в Узбекистане проживало 184 699 корейцев.
Председатель секции корейской литературы Союза писателей Узбекистана Угай Дегук обращался к Генеральному секретарю, Председателю Верховного Совета СССР Горбачёву по вопросу создания в Приморском крае Корейской автономной республики в 1990 году

### С XXI века
После распада СССР корейцы из Центральноазиатских республик преимущественно мигрировали в Россию, Украину и Южную Корею (по упрощённым визам для корейцев).

## Численность

### Численность в СССР
|                                    | Перепись 1926 года | Перепись 1939 года | Перепись 1959 года | Перепись 1970 года | Перепись 1979 года | Перепись 1989 года |
| СССР                               | 86 999             | ↗ 182 339          | ↗ 313 735          | ↗ 357 507          | ↗ 388 926          | ↗ 438 650          |
| в том числе по Союзным республикам |                    |                    |                    |                    |                    |                    |
| РСФСР                              | 86 854             | ↘ 11 462           | ↗ 91 445           | ↗ 101 369          | ↘ 97 649           | ↗ 107 051          |
| Украинская ССР                     | 104                | ↗ 845              | ↗ 1 341            | ↗ 4 480            | ↗ 6 061            | ↗ 8669             |
| Белорусская ССР                    | 2                  | ↗ 15               | ↗ 115              | ↗ 277              | ↗ 478              | ↗ 638              |
| Молдавская ССР                     | —                  | —                  | ↗ 26               | ↗ 38               | ↗ 212              | ↗ 269              |
| Казахская ССР                      | —                  | ↗ 96 453           | ↘ 74 019           | ↗ 78 078           | ↗ 91 984           | ↗ 103 315          |
| Киргизская ССР                     | —                  | ↗ 508              | ↗ 3 622            | ↗ 9 404            | ↗ 14 481           | ↗ 18 355           |
| Таджикская ССР                     | —                  | 43                 | ↗ 2 365            | ↗ 8 490            | ↗ 11 179           | ↗ 13 431           |
| Туркменская ССР                    | —                  | ↗ 40               | ↗ 1 919            | ↗ 3 493            | ↘ 3 105            | ↘ 2 848            |
| Узбекская ССР                      | 30                 | ↗ 72 944           | ↗ 138 453          | ↗ 151 058          | ↗ 163 062          | ↗ 183 140          |
| Закавказская СФСР                  | 9                  | —                  | —                  | —                  | —                  | —                  |
| Азербайджанская ССР                | —                  | ↗ 14               | ↗ 90               | ↗ 139              | ↘ 130              | ↘ 94               |
| Армянская ССР                      | —                  | ↗ 4                | ↗ 34               | ↗ 45               | ↘ 30               | ↘ 29               |
| Грузинская ССР                     | —                  | ↗ 11               | ↗ 115              | ↗ 231              | ↘ 129              | ↗ 242              |
| Латвийская ССР                     | —                  | —                  | ↗ 49               | ↗ 166              | ↗ 183              | ↗ 248              |
| Литовская ССР                      | —                  | —                  | ↗ 29               | ↗ 75               | ↗ 140              | ↘ 119              |
| Эстонская ССР                      | —                  | —                  | ↗ 40               | ↗ 96               | ↗ 103              | ↗ 202              |

### Численность в России

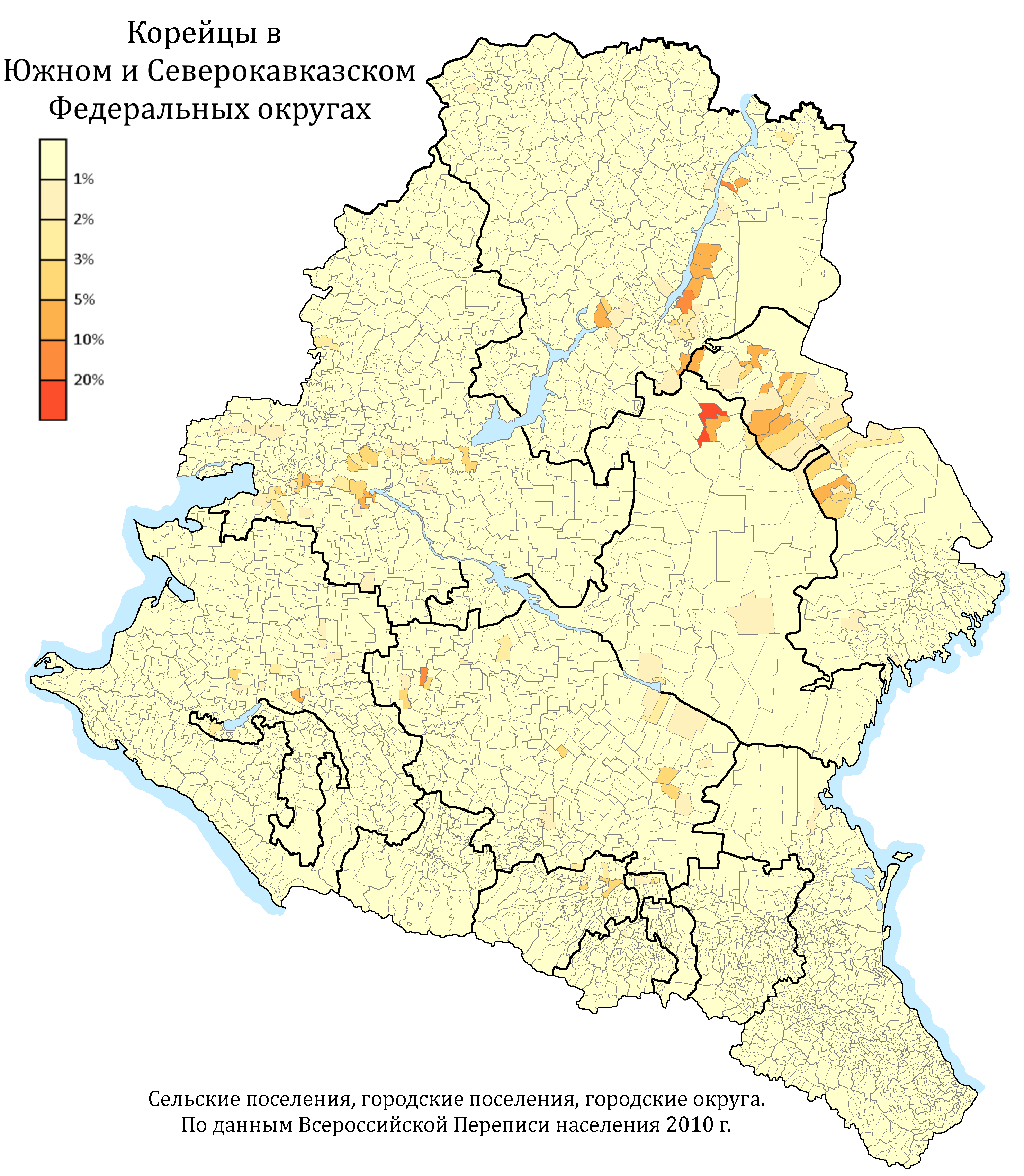
Расселение корейцев в ЮФО и СКФО по городским и сельским поселениям в %, перепись 2010 г.

Расселение корейцев в ДФО по городским и сельским поселениям в %, перепись 2010 г.

|                                    | Перепись 2002 года | Перепись 2010 года: |
| Российская Федерация               | ↗ 148 556          | ↗ 153 156           |
| в том числе по Федеральным округам |                    |                     |
| Центральный                        | 16 720             | 21 779              |
| Северо-Западный                    | 6 903              | 7 000               |
| Южный                              | 39 031             | 40 191              |
| Приволжский                        | 9 088              | 12 215              |
| Уральский                          | 4 071              | 3 805               |
| Сибирский                          | 10 797             | 11 193              |
| Дальневосточный                    | 61 946             | 56 973              |

### Доля корейцев по районам и городам России
(указаны муниципальные образования, где по переписи 2010 года доля корейцев в численности населения превышает 5 %):
| муниципальный район, городской округ | Субъект РФ  | % корейцев |
| ГО «Город Южно-Сахалинск»            | Сахалинская | 8,3        |
| Октябрьский МР                       | Калмыкия    | 7,2        |
| ГО «Макаровский район»               | Сахалинская | 5,3        |
| Углегорский МР                       | Сахалинская | 5,1        |

## Кухня корё-сарам

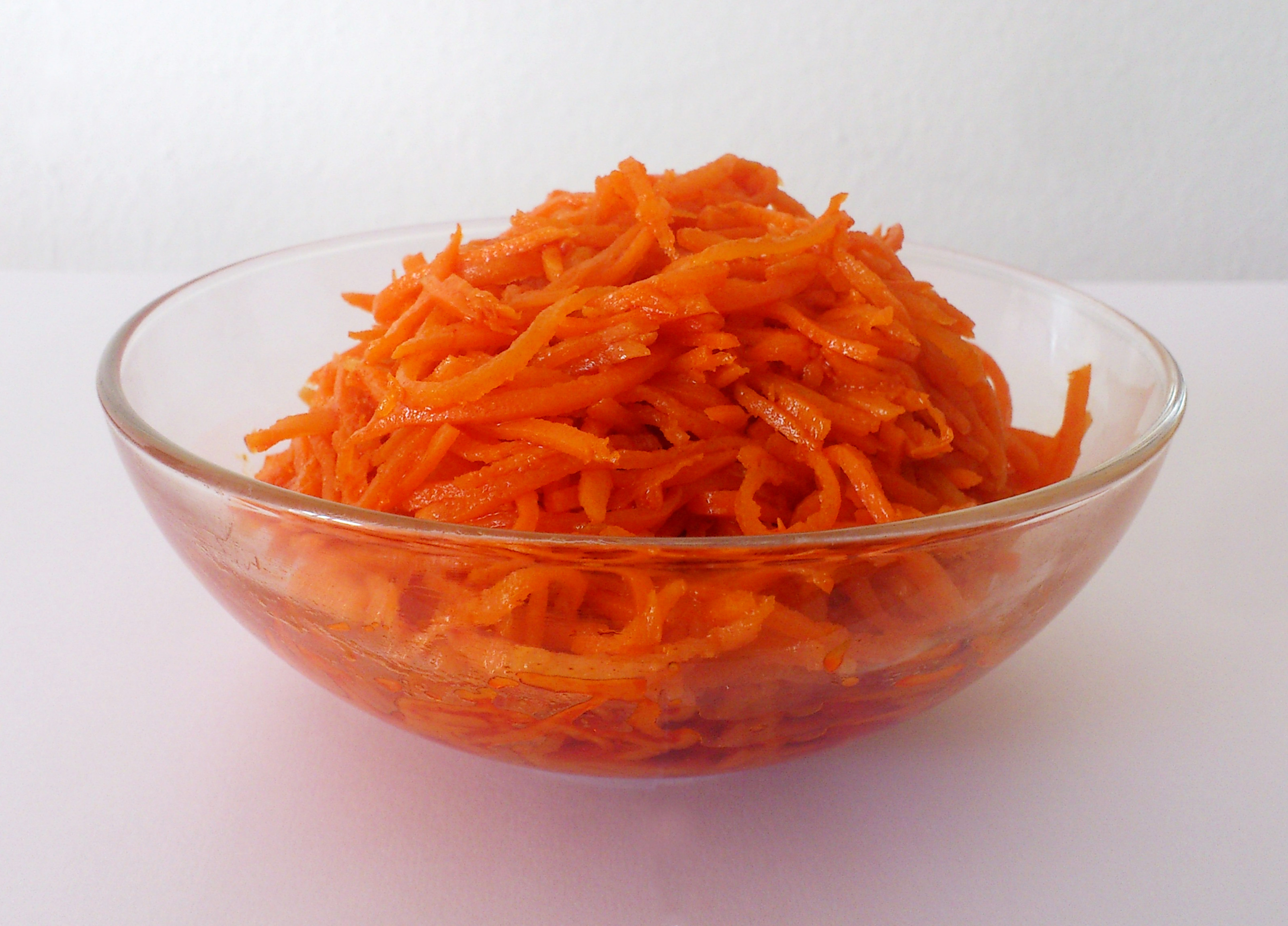
Морковь по-корейски

Традиционная кухня корё-сарам, основываясь на кухне северных регионов Кореи, за время пребывания корейцев в Российской империи и СССР претерпела значительные метаморфозы, адаптировавшись к наличию и отсутствию определённых ингредиентов. В результате появился ряд блюд, не имеющих аналогов в кухне Северной и Южной Корей, например, морков-ча; некоторые русские блюда также готовятся и употребляются корейцами своеобразно, к примеру, в борщ кладётся варёный рис — паби. Современные корё-сарам, даже те, которые проживают за пределами Центральной Азии, зачастую включают в свой ежедневный рацион заимствованные из этого региона блюда (прежде всего плов и манты).

## Язык
Корё-сарам говорили на корё мар (центральноазиатский диалект корейского языка), основанном на юкчинском диалекте и впитавшем влияние русского. Также корё-сарам говорят на языках местного населения: узбекском, русском, казахском и так далее.